# Gorilla Jones
Gorilla Jones, de son vrai nom William Jones, est un boxeur américain né le 12 mai 1906 à Memphis, Tennessee, et mort le 4 janvier 1982.

## Carrière

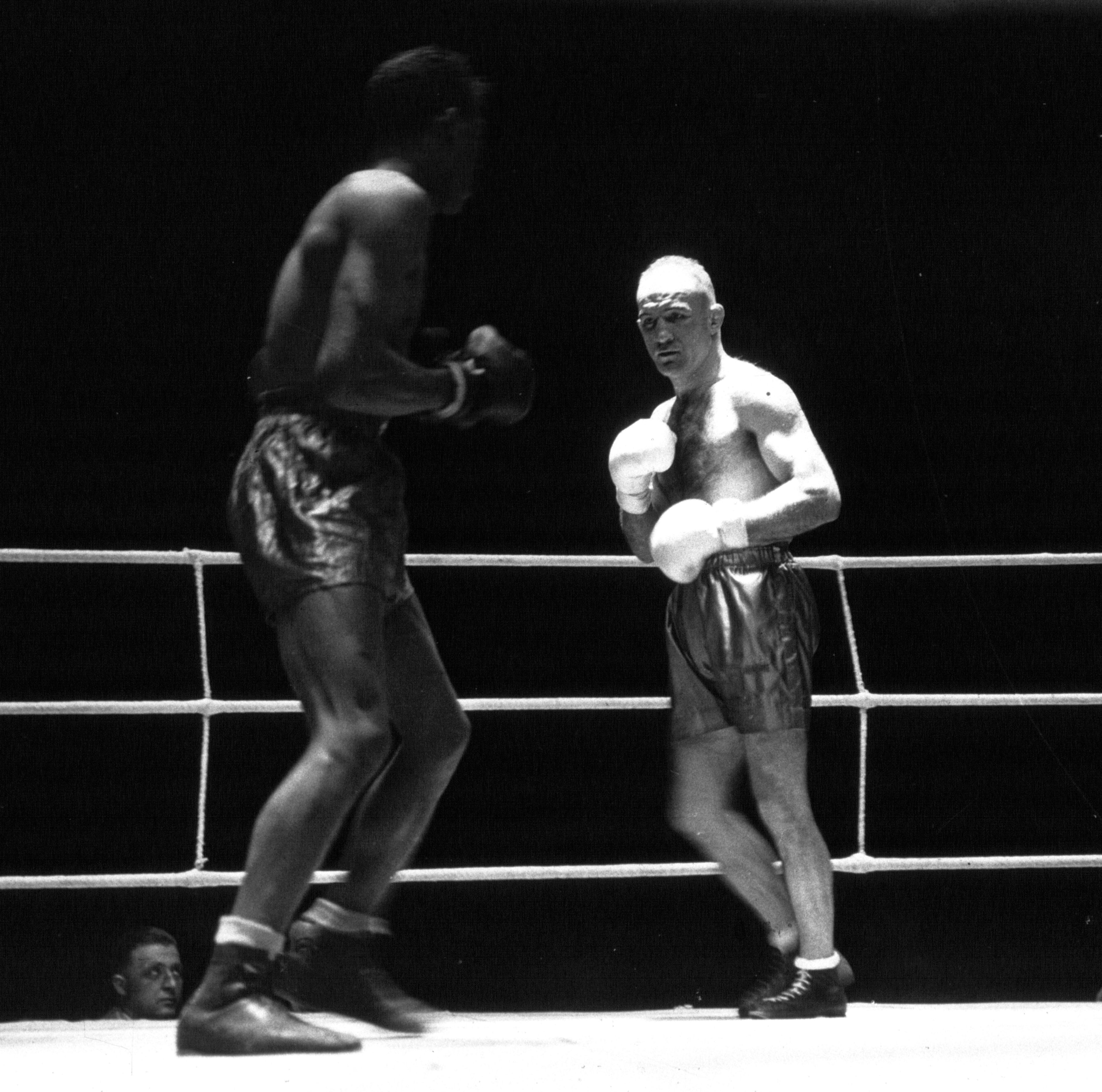
Gorilla Jones (de dos) pendant son match contre Marcel Thil le 11 juin 1932.

Il devient champion des poids moyens de la National Boxing Association (NBA) en battant par arrêt de l'arbitre à la 6e reprise Oddone Piazza le 25 janvier 1932. Il conserve son titre le 26 avril en dominant aux points Young Terry mais perd contre Marcel Thil le 11 juin 1932.

## Distinction
- Gorilla Jones est membre de l'International Boxing Hall of Fame depuis 2009[1].